# Nuttallanthus
Nuttallanthus es un género con cuatro especies de plantas de flores de la familia Scrophulariaceae. 

## Especies seleccionadas
- Nuttallanthus canadensis
- Nuttallanthus floridanus
- Nuttallanthus subandinus
- Nuttallanthus texanus

- Datos: Q7070570
- Multimedia: Nuttallanthus / Q7070570
- Especies: Nuttallanthus